# 克林顿·希尔
克林顿·希尔（英語：Clinton Hill，1980年4月19日—），澳大利亚男子田径运动员。他曾代表澳大利亚参加2004年和2008年夏季奥林匹克运动会田径比赛，其中2004年奥运会获得一枚银牌。